# Pętna
Pętna [pronunciación en polaco: /ˈpɛntna/] (en ucraniano: Пантна, Pantna) es un pueblo ubicado en el distrito administrativo de Gmina Sękowa, dentro del Condado de Gorlice, Voivodato de Pequeña Polonia, en Polonia del sur, cercano a la frontera con Eslovaquia. Se encuentra aproximadamente a 7 kilómetros al sureste de Sękowa, a 12 kilómetros al sureste de Gorlice, y a 111 kilómetros al sureste de la capital regional Kraków.